# Det militære kupforsøg i Tyrkiet 2016
Et militært kupforsøg i Tyrkiet indtraf fredag den 15. juli til lørdag den 16. juli 2016. Fly tilhørende militæret hørtes flyve over Ankara, og både Fatih Sultan og Bosphorhus-broerne i Istanbul med retning mod Anatolien blev lukket. Tyrkiets regering mente, at Fethullah Gülen og Hizmet-bevægelsen stod bag militærkuppet.
Der var meldinger om, at Tyrkiets præsident, Recep Tayyip Erdoğan, havde forladt Tyrkiet den 15. juli 2016. Men klokken 2.30 morgen til lørdag den 16. juli 2016 landede Erdoğan i Istanbul, hvor han i et tv-interview lovede hævn over kupmagerne. Han opfordrede folk til at gå ud på gaderne i protest. Erdoğan meddelte, at han og regeringen ikke ville lade sig presse. Kort efter blev det oplyst, at en stor del af de soldater, som havde deltaget i oprøret, var begyndt at overgive sig. Umiddelbart efter meddelte Erdoğan, at oprøret var slået ned, selv om der fortsat foregik mindre kampe.

## Kuppet starter
Fredag aften omkring kl. 22.30 begyndte oprørerne at køre kampvogne ud i gaderne på samme tid, som en talsmand via TRT (modsvarer Danmarks Radio) erklærede, at "militæret" havde taget magten for at "redde landet". Fly tilhørende militæret hørtes flyve over Ankara, og både Fatih Sultan og Bosphorhus broerne i Istanbul med retning mod Anatolien blev lukket.
Tyrkiets regering mente, at Fethullah Gülen og Hizmet-bevægelsen stod bag militærkuppet.
"Dette beviser, at Gülens organisation er en væbnet terrororganisation. Jeg skal ingen steder, jeg er ved mit folk. Millioner af tyrkere har vist deres støtte på gaderne", erklærede Erdogan kort efter at være ankommet til Istanbul ifølge Reuters.
Det er velkendt, at Fethullah Gülen og Hizmet repræsenterer fundamentalistisk islam og af Erdoğan regnes som den alvorligste trussel mod landets demokratiske tilstand. Der er dog ikke direkte beviser for denne forbindelse.

## Kuppet slår fejl
Allerede tidligt stod det klart, at kuppet mislykkedes. Kort efter, at kupmagerne havde erklæret undtagelsestilstand, kunne Erdoğan opfordre til, at befolkningen gik på gaderne i protest mod kupforsøget, hvilket også skete. De unge soldater, som blev sendt ud i gaderne for at sprede demonstranterne, formåede ikke at løse opgaven. Efter kort tid var den statslige tv-station, TRT, tilbage på regerings hænder, og kort efter måtte kupmagerne også opgive besættelsen af Ataturk lufthavnen. I de tidlige morgentimer kunne Erdogan lande der til en heltemodtagelse og tusinder af jublende tilhængere.
Kort efter fulgte nyheden om, at soldater på Taksimpladsen havde overgivet sig til regeringsvenlige politistyrker. Takket være opbakning fra loyale politistyrker blev soldater tilhørende oprørsstyrkerne afvæbnede og arresterede. Også på den vigtigste bro over Bosporus, hvor der i de tidlige aftentimer blev skudt på demonstranter, kunne man se tv-billeder af soldater, der rakte hænderne i vejret og overgav sig til civile og politistyrker. Samtidig blev det klart, at kupmagerne ikke fik støtte til deres oprør fra udlandet. Samtlige udenlandske statsleder, der kommenterede situationen, opfordrede til at slutte op bag det demokratisk valgte styre. En kort tid forsøgte oprørerne at angribe parlamentet og præsidentens palads.

## Erdoğan genvinder kontrollen
Lørdag morgen kl. 6.23 erklærede den tyrkiske efterretningstjeneste, at kuppet var afværget.
Ümit Dündar er blevet udnævnt som fungerende hærchef til erstatning af den hidtidige hærchef. Den tyrkiske justitsminister erklærede ifølge CNN Türk, at 336 mennesker var blevet anholdt efter kupforsøget. En embedsmand oplyste ifølge nyhedsbureauet AFP, at mindst 60 personer havde mistet livet under urolighederne. Noget senere meddelte et statsligt nyhedsbureau ifølge AFP, at 754 medlemmer af Tyrkiets hær er blevet anholdt i forbindelse med kupforsøg.
Klokken 8 om morgenen den 16. juli var status følgende:
- militærets hovedkvarter var under regeringens kontrol, men der var endnu kæmpende oprørsstyrker. Angreb på parlamentet og præsidentpaladset var ophørt,
- oprørerne havde endnu kontrol over nogle kamphelikoptere men ingen kampfly,
- 29 oberster og 5 generaler var blevet fjernede fra deres stillinger.[13]

## Følger
I alt blev 265 mennesker dræbt, mens omkring 1.440 personer meldes såret som følge af kupforsøget.
Efter, at kuppet de facto var mislykket, begyndte tyrkiske myndigheder at arrestere folk, som blev beskyldt for at have deltaget i kuppet eller støttet det. På få dage blev i alt knap 9.000 tjenestemænd blevet fjernet fra deres job efter kupforsøget. Foruden de mange politifolk gælder det blandt andet 614 officerer fra gendarmeriet og 30 guvernører. Endvidere blev 8.000 politifolk fjernet fra deres job på tværs af landet, herunder i storbyen Istanbul og hovedstaden, Ankara, på grund af formodede forbindelser til kupforsøget natten til lørdag. Flere end 6.000 personer blev tilbageholdt, knap halvdelen af dem er ifølge justitsminister Bekir Bozdag soldater. Blandt de tilbageholdte er 103 generaler og admiraler, oplyser tyrkiske medier. Samtidig blev flere end 2.745 dommere og anklagere over hele landet beordret anholdt.
Præsident Recep Tayyip Erdogans har beskyldt Fethullah Gülen, der siden 1999 har boet i eksil i den amerikanske delstat Pennsylvania, for at stå bag kupforsøget og Tyrkiet har krævet ham udleveret. Gülen selv har benægtet ethvert kendskab til kupforsøget.